# 新喀里多尼亞彎線䲁
新喀里多尼亞彎線䲁（學名：Helcogramma novaecaledoniae），為輻鰭魚綱䲁形目三鰭䲁科彎線䲁屬的一個種，是由Ronald Fricke於1994年所描述，分布於中西太平洋新喀里多尼亞與所羅門群島海域，深度2至38公尺，本魚體型小呈圓柱狀，吻部短，側面鈍，眼眶上有觸鬚，上頜向後延伸至眼前緣下方，上下頜齒細而密, 背鰭硬棘16-18枚、背鰭軟條9-12枚、臀鰭硬棘1枚、臀鰭軟條18-22枚，體長可達4.2公分，棲息在外海礁坡，雌魚產附著性卵在藻類築的巢，雄魚會守護卵，幼魚為浮游性，生活習性不明。